# Nguyễn Quang Hải
Nguyễn Quang Hải (ur. 12 kwietnia 1997 w Hanoi) – wietnamski piłkarz grający na pozycji pomocnika w klubie Cong An Ha Noi FC i reprezentacji Wietnamu. Jest uznawany za jednego z najlepszych piłkarzy w historii Wietnamu oraz nazywany "wietnamski Messi".  W latach 2022-2023 występował w Pau FC z Ligue 2, będąc pierwszym piłkarzem w historii swojego kraju grającym we Francji.

## Kariera klubowa
Nguyễn Quang Hải jest wychowankiem Hà Nội T&T. W sekcji młodzieżowej klubu spędził 6 lat. Zanim przeniósł się do dorosłej drużyny, został wypożyczony do CLB Sài Gòn. Wówczas zajął z drużyną pierwsze miejsce w V. League 2. Po roku powrócił do Hà Nội. Z drużyną zdobył wiele tytułów na krajowym podwórku. Trzykrotnie wygrał V.League 1, w roku 2016, 2018 i 2019. Ponad to zdobył Puchar Wietnamu w 2019 i 2020 oraz Superpuchar Wietnamu w 2018, 2019 i 2020. W roku 2019 został wybrany graczem sezonu. W klubie rozegrał w sumie ponad 150 spotkań i zdobył ponad 30 goli.
29 czerwca 2022 podpisał kontrakt z Pau FC, klubem występującym w Ligue 2. Stał się w ten sposób pierwszym Wietnamczykiem w historii francuskiego futbolu. W lidze zadebiutował 30 lipca 2022 przeciwko En Avant Guingamp. Pierwszego gola zdobył 8 września 2022 w meczu z Rodez AF. Przygoda z Francją okazała się ostatecznie nieudana. Po stosunkowo dobrym początku sezonu, Nguyễn stracił miejsce w składzie w drugiej jego części. Występował wówczas w drużynie rezerw. Ostatecznie w czerwcu 2023 rozwiązał kontrakt z Pau FC. Powrócił do Wietnamu i występuje obecnie w Cong An Ha Noi FC.

## Kariera reprezentacyjna
Nguyễn Quang Hải występował w sekcji U-17 i U-20 reprezentacji Wietnamu. Obecnie gra w kadrze U-23, która jest również reprezentacją olimpijską. W dorosłej reprezentacji Wietnamu zadebiutował 13 czerwca 2017 w meczu z Jordanią. Pierwszego gola zdobył w meczu przeciwko Kambodży. W 2018 wygrał z kadrą Mistrzostwa ASEAN, zdobywając tytuł zawodnika turnieju. Został powołany na Puchar Azji 2019, gdzie zdobył gola w meczu z Jemenem. 
Był ważną postacią podczas eliminacji do Mistrzostw Świata 2022. Zdobył tam trzy bramki i przyczynił się do pierwszego w historii awansu Wietnamu do trzeciej rundy. Został powołany na Puchar Azji 2023. Nguyễn strzelił tam gola Irakowi, lecz Wietnam odpadł już w fazie grupowej.